# Cheiracanthium indicum
Cheiracanthium indicum là một loài nhện trong họ Miturgidae.
Loài này thuộc chi Cheiracanthium. Cheiracanthium indicum được Octavius Pickard-Cambridge miêu tả năm 1874.